# Phlugis
Phlugis is een geslacht van rechtvleugeligen uit de familie sabelsprinkhanen (Tettigoniidae). De wetenschappelijke naam van dit geslacht is voor het eerst geldig gepubliceerd in 1861 door Stål.

## Soorten
Het geslacht Phlugis omvat de volgende soorten:
- Phlugis abnormis Redtenbacher, 1891
- Phlugis arborea Nickle, 2003
- Phlugis arborealoides Nickle, 2005
- Phlugis bullatinotum Nickle, 2003
- Phlugis burgersi Jin, 1993
- Phlugis buruensis Karny, 1924
- Phlugis caudata Redtenbacher, 1891
- Phlugis celerinicta Nickle, 2003
- Phlugis chelifera Rehn, 1918
- Phlugis chrysopa Bolívar, 1888
- Phlugis chrysopoides Nickle, 2003
- Phlugis convexitermina Nickle, 2003
- Phlugis coriaceus Redtenbacher, 1891
- Phlugis crassifemorata Kästner, 1932
- Phlugis ecuador Gorochov, 2012
- Phlugis gigantea Nickle, 2003
- Phlugis glabra Nickle, 2003
- Phlugis gracila Nickle, 2003
- Phlugis herculi Nickle, 2003
- Phlugis irregularis Bruner, 1915
- Phlugis lewisi Nickle, 2003
- Phlugis macilenta Redtenbacher, 1891
- Phlugis marginata Redtenbacher, 1891
- Phlugis morona Gorochov, 2012
- Phlugis nemoptera Bolívar, 1888
- Phlugis novaeguineaensis Jin, 1993
- Phlugis ocraceovittata Piza, 1960
- Phlugis orioni Nickle, 2003
- Phlugis permutata Kästner, 1932
- Phlugis poecila Hebard, 1927
- Phlugis proseni Mello-Leitão, 1947
- Phlugis proxima Bruner, 1915
- Phlugis rapax Jin, 1993
- Phlugis rhodophthalmus Mello-Leitão, 1940
- Phlugis robertsi Nickle, 2005
- Phlugis scalpra Nickle, 2003
- Phlugis similis Bruner, 1915
- Phlugis simplex Hebard, 1927
- Phlugis spinipes Fabricius, 1775
- Phlugis stigmata Nickle, 2003
- Phlugis teres De Geer, 1773
- Phlugis virens Thunberg, 1815
- Phlugis wittmani Nickle, 2003